# Чебаркуль
Чебарку́ль — город в Челябинской области России. Образует Чебаркульский городской округ.
Соответствует административно-территориальной единице город Чебаркуль (не входящей в состав районов).
Население составляет 44 671 чел. (2023).
Также город является административным центром Чебаркульского района, в состав которого не входит.

## География
Город расположен на Южном Урале, на восточном склоне Ильменского хребта, на берегу одноимённого озера.
В черте муниципального образования, вне городской черты, находятся: Чебаркульский бор, озёра Кисегач, Еловое, Малый Теренкуль, Табанкуль, Большой Боляш, Табанкуль. Часть земель городского округа имеют или имели статус ООПТ (Кисегач (ООПТ)).

### Границы
Чебаркульский городской округ граничит с Миасским городским округом и Чебаркульским муниципальным районом.

## Городской округ
Статус и границы городского округа установлены законом Челябинской области от 28 октября 2004 года № 290-ЗО «О статусе и границах Чебаркульского городского округа».

## Этимология
Название города и озера тюркского происхождения и означает «красивое, пёстрое озеро».

## История
Основан в 1736 году как военная крепость на границе Российской империи во время Башкирского восстания 1735—1740 г.г. Чебаркульская крепость защищала юго-восточные границы России и была транзитным пунктом по доставке продовольствия казачьим войскам на Южном Урале, позднее стала крупной казачьей станицей. Ранее на месте крепости располагалась башкирская деревня Яболаково, основанная во второй половине XVI века.
Крепость была основана с согласия башкирского тархана Таймаса Шаимова, владельца земли, на которой планировалось строительство. В награду за это, Шаимов получил саблю, а башкиры были освобождены от податного обложения. Первый вариант крепости был построен не по типовому образцу, как практически все новые укрепления того времени, а имел тип форпоста, в котором все необходимые постройки и гарнизон находились внутри стен. В 1742 году в Чебаркульской крепости была возведена первая церковь, а к 1752 году на её территории располагалось 125 жилых домов и проживало 226 семей.
В 1774 году в Чебаркуль из Златоуста прибыл посол Пугачёва с манифестом, в котором Пугачёв объявлялся Петром III, а жителям Чебаркуля обещались различные блага, если они поддержат его восстание. Казаки, находившиеся в гарнизоне Чебаркульской крепости, сдали её без сопротивления. 3 января 1774 года в Чебаркуль прибыл отряд пугачёвцев под командованием полковника Грязнова. Около 200 чебаркульцев, две трети гарнизона крепости, присоединились к Грязнову, а остальные покинули крепость под руководством атамана Дьяконова ещё до прихода Грязнова. Среди оставшихся был выбран новый войсковой атаман, им стал Василий Михайловский. 7 января 1774 года в крепость прибыл Наум Невзоров, хорунжий казачьей команды в Челябинске, который принёс весть о поражении восставших в Челябинске, после чего Грязнов принял решение выдвигаться на Челябинск. Он забирал с собой из крепости пять пушек и весь запас пороха и ядер. Но штурм прошёл неудачно и пугачёвцы отступили обратно в Чебаркульскую крепость. Узнав о поражении Грязнова, Пугачёв приказывает Михайловскому сосредоточить в Чебаркуле достаточное количество припасов для армии. С этого момента крепость становится форпостом войск восставших на Урале и продолжала находиться под их контролем на протяжении четырёх месяцев.
23 мая 1774 года в Чебаркульскую крепость прибыла армия генерала Михельсона. Как пишет об этом событии А. С. Пушкин:

23-го Михельсон пошёл на Чебаркульскую крепость. Казаки, в ней находившиеся, бунтовали. Михельсон привёл их к присяге, присоединив к своему отряду, и впоследствии был всегда ими доволен.

Вскоре Михельсону пришлось оставить Чебаркуль и двинуть войска в сторону Златоуста. Чем воспользовались пугачёвцы. 29 мая 1774 года, вернувшись, они напали на крепость ранним утром. Она была сожжена, а на её восстановление понадобилось не менее двух лет.
В 1779 году отставной казак Чебаркульской крепости Родион Волхин отправляет донесение о находке золота. С этого момента на территории Чебаркуля начинается добыча золота, принёсшая за 90 лет более 18 тонн этого металла.
В 1828 году состоялось открытие первой школы с 42 учениками. В 1892 году открывается станция Чебаркуль на территории соседнего посёлка Мисяш, тем самым соединив город с недавно открытой Самаро-Златоустовской железной дорогой.
Чебаркульские казаки участвовали в русско-японской войне в составе 11-го полка Оренбургской казачьей дивизии, в первой мировой войне ОКБ выставило 18 конных полков, 47 сотен, 9 батарей.
20 июля 1918 года части 26-й стрелковой дивизии выбили белогвардейцев из Чебаркуля и заняли город.
В 1920 году создан Ильменский государственный заповедник, часть которого находится на чебаркульских землях.
1923 год. В Чебаркуле 550 дворов, начальная школа, лесопильный и кирпичный заводы, открыты первые санатории -«Чебаркуль» и «Кисегач».
1931—1939 годы. Рождение районной газеты. Открытие райбольницы, рыбозавода, молокозавода, хлебопекарни, артели «Промысловик», ШРМ. Подписано Постановление правительства о строительстве в Чебаркуле Новозлатоустовского завода.
Во время Великой Отечественной войны в Чебаркуль был эвакуирован завод из города Электростали (Подмосковье). В кратчайшие сроки, ещё во время возведения корпусов, завод выдал первую продукцию на новом месте. Чебаркульский металлургический завод стал единственным в стране предприятием, поставляющим штамповки коленчатых валов, шатунов и других деталей для авиадвигателей всех самолётов, выпускаемых во время Великой Отечественной войны. В 1993 году завод стал ОАО «Уральская кузница». Одна из ближайших к заводу улиц носит название Электростальской.
8 мая 1942 года Чебаркуль получил статус рабочего посёлка и включены в состав посёлки Санаторий «Кисегач», Санаторий «Чебаркуль».
В 1947 году создан Чебаркульский лесхоз.
В 1948 году началось строительство Куйбышевского посёлка.
В 1949 году организовано ремесленное училище № 2, поезда на участке Кропачёво — Челябинск переведены на электрическую тягу, началось движения электричек. 11 июля 1949 года в нашей области наблюдалось редкое природное явление: метеоритный дождь. Вес отдельных камней достигал 120 кг.
В 1950 году организовано строительное учреждение «Чебаркульстрой», прекращена добыча золота.
В 1951 году рабочий посёлок Чебаркуль преобразован в город районного подчинения, построено здание современной школы № 5.
В 1952 году образован дом отдыха «Сосновая горка».
В 1953 году в Куйбышевском посёлке открылась начальная школа.
В 1954 году станция Санаторная в Чебаркуле переименована в станцию Чебаркуль, а станция Чебаркуль в Мисяш.
В 1955 году построен хлебозавод и школа № 6
В 1956 году в Куйбышевском посёлке открылась средняя школа № 9, открылся дом отдыха «Утёс».
В 1958 году на площади установили памятник В. И. Ленину, а на кладбище памятник войнам, умершим в госпиталях города.
В 1959 году газета стала выходить под названием «Южноуралец», открылся дом отдыха «Еловое», построено здание школы № 2.
В 1961 году построено здание школы № 4.
В 1962 году образовано совхозно-колхозное управление в составе 3 районов с центром в Чебаркуле, а город вошёл в административное подчинение г. Миасса. Ремесленное училище преобразовано в ГПТУ № 12.
В 1964 году построено здание школы № 6, кондитерская фабрика.
В 1965 году произошло объединение городского и районного советов в один Чебаркульский горсовет, Чебаркуль стал городом областного подчинения, ЧМЗ переходит из министерства чёрной металлургии в министерство авиационной промышленности. На ЧМЗ построен самый большой цех № 27, начало работать сельское профтехучилище, построено здание молокозавода, дом отдыха «Еловое» преобразован в санаторий.
В 1966 году открылся кинотеатр «Волна».
В 1967 году открыт памятник воинам в парке Победы.
В 1970 году начала работать швейная фабрика, построено здание школы № 1.
В 1971 году построено здание горисполкома.
В 1972 году начала работать Чебаркульская птицефабрика.
В 1974 году построено новое здание городской больницы. Население города составило около 43000 человек, рыбозавод переехал в новое здание.
В 1975 году зажжён вечный огонь в парке Победы, открылся городской музей.
В 1976 году построено новое здание СПТУ № 138.
В 1977 году вступил в строй завод печных конструкций ЗТМК. Население города составляло уже 45000 человек, а в районе проживало 32000 человек.
В 1989 году начало работать кабельное телевидение.
В 1990 году образована ассоциация муниципальных образований горнозаводского края «Горный Урал».
В 1991 году начались коренные изменения экономической, социальной и политической структуры общества. Вместо экономики, основанной на монополии государственной собственности, появилась многоукладная экономика, основанная на частной, акционерной, кооперативной, государственной и других формах собственности.
В 1991 году прекратил свою деятельность горком КПСС, горисполком стал администрацией города..
В 1991 году были образованы администрации города и района. Были назначены главы города и района.
С 1992 по 1993 годы многие предприятия стали открытыми или закрытыми акционерными обществами (ОАО или ЗАО), а также обществами с ограниченной ответственностью (ООО). При этом многие из них сменили названия. ЧМЗ — стал ОАО «Уральская кузница», Крановый завод (РМЗ) — ОАО «Крановый завод», ЗТМК (Завод печных конструкций) — ЗАО «Чебаркульский завод „Союзтеплострой“», птицефабрика — ОАО «Чебаркульская птица», швейная фабрика — ОАО «Пеплос» и т. п. Позднее некоторые предприятия сменили форму собственности, а некоторые закрыты (КБО, Горторг и др.).
В 1992 году решением городского совета народных депутатов принят Устав г. Чебаркуля.
В 1995 году принят Устав города на городском референдуме. Городское самоуправление осуществляется на основе Устава. Каждые 4 года граждане выбирают главу города и депутатов городского собрания (с 2005 года — каждые 5 лет).
В 2002 году ООО «Ингул» начало добывать золото у села Непряхина.
В 2003 году построена школа № 11 в пос. Каширинском.
В 2004 году утверждён герб города.
В 2007 году проведены масштабные учения войск государств Шанхайского содружества.
В 2008 году построен ледовый дворец имени В. Харламова.
В 2009 году открыли новый вокзал.
В 2009 году в Чебаркуле открыли завод по производству комбикормов.
В 2010 году построено здание ОМВД.
В 2011 году городу Чебаркуль исполнилось 275 лет.
В 2011 году газете «Южноуралец» исполнилось 80 лет.
15 февраля 2013 г. в озеро Чебаркуль упал самый большой осколок метеорита «Челябинск».
16 октября 2013 г. осколок метеорита «Челябинск» был поднят со дна озера Чебаркуль. Его вес составлял более 570 килограммов.
Распоряжением Правительства РФ от 29 июля 2014 года № 1398-р «Об утверждении перечня моногородов» Чебаркульский городской округ включён в категорию «Монопрофильные муниципальные образования Российской Федерации (моногорода), в которых имеются риски ухудшения социально-экономического положения».

## Климат
- Среднегодовая температура воздуха: 2,7 °C;
- Относительная влажность воздуха: 67,3 %;
- Средняя скорость ветра: 4,0 м/с;

| Показатель                            | Янв.  | Фев.  | Март | Апр. | Май  | Июнь | Июль | Авг. | Сен. | Окт. | Нояб. | Дек.  | Год |
| ------------------------------------- | ----- | ----- | ---- | ---- | ---- | ---- | ---- | ---- | ---- | ---- | ----- | ----- | --- |
| Средняя температура, °C               | −13,6 | −13,2 | −7,6 | 3,2  | 13,0 | 18,8 | 19,9 | 17,3 | 11,1 | 3,0  | −7,2  | −12,9 | 2,7 |
| Источник: NASA. База данных RETScreen |       |       |      |      |      |      |      |      |      |      |       |       |     |

## Население
| 1939    | 1959    | 1967    | 1970    | 1979    | 1989    | 1992    | 1996    | 1998    | 2000    |
| ------- | ------- | ------- | ------- | ------- | ------- | ------- | ------- | ------- | ------- |
| 3700    | ↗30 941 | ↗34 000 | ↗37 479 | ↗45 845 | ↗50 062 | ↗51 400 | ↗51 800 | ↘51 500 | ↘50 700 |
| 2001    | 2002    | 2003    | 2005    | 2006    | 2007    | 2008    | 2009    | 2010    | 2011    |
| ↘50 100 | ↘47 144 | ↘47 100 | ↘45 700 | ↘45 000 | ↘44 100 | ↘43 400 | ↘43 019 | ↘42 844 | ↘42 764 |
| 2012    | 2013    | 2014    | 2015    | 2016    | 2017    | 2018    | 2019    | 2020    | 2021    |
| ↘42 114 | ↘41 539 | ↘40 892 | ↘40 739 | ↘40 612 | ↘39 914 | ↗40 378 | ↗40 932 | ↗41 310 | ↗44 693 |
| 2023    |         |         |         |         |         |         |         |         |         |
| ↘44 671 |         |         |         |         |         |         |         |         |         |

На 1 января 2025 года по численности населения город находился на 343-м месте из 1124 городов Российской Федерации.

### Этнический состав
Ниже приводятся данные о национальном составе города по данным Всероссийской переписи населения 2010 года
| Национальность | Численность (чел.) | Процентное соотношение |
| -------------- | ------------------ | ---------------------- |
| Русские        | 37 133             | 89,3 %                 |
| Татары         | 1234               | 3,0 %                  |
| Башкиры        | 959                | 2,3 %                  |
| Украинцы       | 671                | 1,6 %                  |
| Белорусы       | 199                | 0,5 %                  |
| Таджики        | 192                | 0,4 %                  |
| Мордва         | 157                | 0,4 %                  |
| Казахи         | 152                | 0,4 %                  |
| Чуваши         | 128                | 0,3 %                  |
| Немцы          | 118                | 0,3 %                  |
| Другие         | 621                | 1,5 %                  |
| Всего указали  | 41 564             | 100,00 %               |

Также 1280 человек не указали свою национальную принадлежность.

## Экономика
Распоряжением Правительства РФ от 29.07.2014 г. № 398-р «Об утверждении перечня моногородов», включён в список моногородов, в которых имеются риски ухудшения социально-экономического положения.
Градообразующее предприятие — металлургический завод «Уральская кузница» (производство литья, поковок, сварочных конструкций для машиностроения и авиации), входит в группу «Мечел». Предприятие выпускает 77 % от всего объёма промышленной продукции в городе Чебаркуле. Открыт 3 апреля 1942 года.
Также действуют:
- Чебаркульский крановый завод (не существует)[45][46],
- Чебаркульский завод «Союзтеплострой» (АО «ЧЗС»),
- шлакоблочный завод (ООО «Уралстройиндустрия»),
- Чебаркульская швейная фабрика (ПАО «Пеплос»),
- ООО «Чебаркульский фанерно-плитный комбинат»,
- Чебаркульское лесное хозяйство,
- АО «Чебаркульский хлеб»,
- АО «Чебаркульский молочный завод»,
- АО «Чебаркульская фабрика кондитерских изделий»,
- ООО «Чебаркульский рыбозавод»,
- ООО «Чебаркульская птица»,
- узел связи ПАО «Ростелеком»,
- типография.

Предприятиями обрабатывающей промышленности за 2009 год отгружено продукции собственного производства по чистым видам деятельности на 5,6 млрд руб.
До 1960-х годов в городе действовала узкоколейная железная дорога до посёлка Каменный Карьер.

### Инфраструктура
Чебаркульский военный санаторий (Чебаркуль, посёлок Санаторий УралВО = Чебаркуль-9), санатории «Кисегач», «Еловое», «Сосновая горка», пансионат «Утёс», Ильменский государственный заповедник имени В. И. Ленина, Чебаркульское лесничество Чебаркульского лесхоза

## Место дислокации воинских соединений
С 1940-х годов Каширинские лагеря, а впоследствии военный городок, возникший на их месте, были местом расположения крупных воинских соединений и учреждений окружного подчинения.
В 1990-е годы была расположена учебная дивизия Вооружённых сил РФ. Сейчас дислоцируется 90-я гвардейская танковая дивизия. Рядом с городом находится 255-й межвидовой полигон Центрального военного округа, где проходили ряд международных учений, в том числе «Центр-2011» и «Рубеж-2012». В 2014 году был проведён танковый биатлон.

## Торговля и сфера услуг
Находится ряд крупных федеральных и региональных торговых сетей, таких как «Пятёрочка», «Магнит», «Монетка», «Алиса» и других.

## Курортная местность
Вблизи города, у озера Чебаркуль расположена курортная местность. Чистота и сухость воздуха благоприятны для климатотерапии больных туберкулёзом. Здесь располагаются санатории, дома отдыха. В 6 километрах от Чебаркуля находится климатический и грязевой курорт Кисегач и климатическая курортная местность Еловое.

## Образование и культура
- Чебаркульский профессиональный техникум,
- Чебаркульский краеведческий музей,
- городской центр досуга им. Горького,
- кинотеатр «Волна»,
- центр детского творчества,
- детская школа искусств,
- выставочный зал «Колорит»,
- дом офицеров,
- городская библиотека,
- центральная районная библиотека.

## Достопримечательности
- Метеоритное озеро Чебаркуль[51] и остров Копейка. Один из самых красивых и обустроенных островов. Имеются площадки для отдыха и пляж[52]. Другие острова озера: Голец, Кораблик, Разбойничий, Два брата, Грачёв. Озеро мелеет и образование новых островов продолжается. Всё отчётливее проявляются и очертания полуостровов. Крутик, Назарыш, Коса, Коровий мыс и другие.
- Комплекс «Партизанская деревня». Комплекс представляет собой собирательный образ партизанских отрядов, действовавших на территории, оккупированной фашистами в 1941—1944 годах[53].
- Кинотеатр «Волна» открытый 1966 году с залом на 420 мест, а также музей при нём[54].
- Мечеть Аль-Амин — здание построено из красного кирпича по всем канонам ислама. В мечети во время молитвы и праздников встречаются мусульмане разных национальностей: татары, башкиры, азербайджанцы, узбеки, таджики[55].
- Краеведческий музей. В городском краеведческом музее Чебаркуля показана история этих мест, которая исчисляется десятками тысячелетий (по некоторым данным, более 40 тысячелетий)[56].
- «Потешная» крепость — реконструкция деревянной крепости 1736 года[57].
- Музей Валерия Харламова. Стараниями учителя истории Эрнста Николаевича Иванова в городе Чебаркуль в школе № 6 в 1983 году был открыт музей хоккеиста Валерия Харламова.
- Комсомольская площадь (ранее площадь Строителей). На площади находится гранитная стела.
- Площадь им. В. И. Ленина. На площади установлен памятник В. И. Ленину, отлитый из чугуна. В 1973 году включён в перечень объектов культурного наследия[58].
- Полуостров Крутик, полуостров озера Чебаркуль с уникальным ландшафтом[59].
- Пугачёвский висельщик. Историческое место города, где Е. Пугачёв отдал приказ о казни трёх офицеров и двух сержантов из числа несогласных казаков. С 1949 года находится под охраной государства[60].
- Аллея Героев из 16 бюстов Героев Советского Союза 417-й Сивашской Краснознамённой, ордена Суворова стрелковой дивизии[61], возле городской школы № 4 находится бюст героя Советского Союза А. И. Каширина. Также в городском сквере находится памятник, посвящённый воинам, павшим в годы войны. Памятник является выявленным объектом культурного наследия Челябинской области[62]
- Сквер Победы (парк Победы). Монумент в парке установлен в 1967 году. Создали его ленинградцы скульптор В. И. Сычёв и архитектор В. Н. Жуков. Высота всей композиции 13,5 метров. Чугунная фигура солдата со знаменем возвышается на 6,5 метров[63].
- Чебаркульский военный полигон, история которого ведётся ещё с XIX века. Назывались сборы Чебаркульские военные лагеря. В 1920-х годах обучение военнослужащих продолжилось. В 1930-х годах здесь развернулось строительство Военного городка.

## Религия

### Христианство
РПЦ в Чебаркуле представлена храмом Спаса Преображения Господня. В 1745 году на берегу озера Чебаркуль построена Преображенская церковь. В 1774 году Чебаркульская крепость была сожжена Е. Пугачёвым, не уцелел и храм, но уже в 1776 году церковь Спаса Преображения была восстановлена. На тот момент в числе прихожан значились 1312 мужчин и 1483 женщины. После революции 1917 года храм был закрыт, позднее превращён в кинотеатр, действовавший до середины 1950-х гг. Во второй половине 1950-х гг. был разрушен. Восстановлен в современном виде в 2007 году. Также при храме Спаса Преображения действует воскресная школа (дом молитвы).
Также в городе присутствуют общины евангельских христиан «Церковь Истина» и адвентистов седьмого дня. Имеется культ святого Вячеслава Крашенинникова, известного как Славик Чебаркульский.
Храм Преображения Господня. Данный храм относится к новоделам, место расположения же имеет определённую историю, ведущую начало с середины XVIII века. Первая церковь Преображения Господня строилась в Чебаркульской крепости в 1745 году. Была сожжена вместе с крепостью в 1774 году при отступлении Емельяна Пугачёва. Новый храм был возведён в 1854—1855 годах на прежнем месте. Церковь сооружали вновь вместе со Сретенским приделом. Новый храм был 6-столпный пятикупольный с притвором. Его окружали открытые галереи и высокая колокольня. В 1930 году с приходом советской власти церковь закрыли, перепрофилировали под кинотеатр, а впоследствии забросили. В 2004 году началось строительство нового храма по технологиям XXI века, но по старым чертежам XIX века. Высота нового храма во имя Спаса Преображения 37 метров.

### Ислам
В городе действует единственная мечеть «Аль-Амин». Первый камень в основании городской мечети был заложен в 2005 году, а основное строительство завершилось в 2009 году. Изначально мечеть называлась «Ихлас». С 2018 года мечеть переименована в «Аль-Амин» (доверенный). Имамом мечети со дня её основания является Вугар Акперов. В настоящее время обязанность муэдзина исполняет Данил Хасанов.

## Транспорт
Город стоит на историческом направлении Транссиба. В черте города находятся железнодорожные станции Чебаркуль, Мисяш, Кисегач и остановочный пункт Каширинский. Останавливаются некоторые пассажирские поезда, пригородный экспресс Челябинск — Златоуст, электропоезда до Челябинска, Миасса, Златоуста, Кисегача.
Южнее города проходит федеральная автомагистраль М5 «Урал». Автобусным сообщением город связан с Челябинском, Екатеринбургом, Златоустом, Миассом, Кисегачем, Уйским, Кидышем, Бакалом, Магнитогорском, Южноуральском, Троицком, Варламовым. Автостанция находится рядом с железнодорожным вокзалом.

## Средства массовой информации
- «Южноуралец» — общественно-политическая газета, единственная районная, распространяющаяся в розницу и по подписке. Издаётся с 31 октября 1931 года.
- «Уральская кузница» — телекомпания металлургического завода, вещает через собственную кабельную сеть на канале ТНТ (местные новости и программы). Первое кабельное телевидение Чебаркуля закрылось в декабре 2013 года. С 1 января 2014 года на базе этой компании открыто ООО «ТРК Уралкуз ТВ». Вещает на собственном кабельном канале ЧТВ (Чебаркульское телевидение)
- «ТВ-Ком» — частная телекомпания с собственной кабельной теле- и интернет-сетью. Закрыта в 2014 году.

## Спорт
Основным видом спорта в городе является хоккей. В Чебаркуле базируется хоккейный клуб «Звезда», выступающий в настоящее время в чемпионате Челябинской области по хоккею с шайбой. В разные годы за команду играли Валерий Харламов, Николай Макаров и другие известные советские и российские хоккеисты. С 2009 года в Чебаркуле проходит крупный ежегодный предсезонный турнир клубов молодёжной хоккейной лиги (МХЛ) памяти хоккеиста Дениса Ляпина, воспитанника чебаркульской и челябинской школ хоккея.
С 1999 по 2001 годы существовала баскетбольная команда «Пеплос-Спортакадемия», которая после двух проведённых сезонов переехала в Челябинск.
Также действует детская хоккейная спортивная школа «Молот», детские секции по волейболу, греко-римской борьбе и лыжным гонкам.

### Спортивные объекты
- Стадион «Металлург» (легкоатлетический комплекс).
- Ледовый дворец «Уральская Звезда» им. В. Харламова.
- Бассейн «Олимпия».
- Спортивный зал городского управления физкультуры и спорта.
- Лыжная база МУДОД «ДЮСШ Чебаркульского городского округа».

## Радиовещание
89,8 МГц Комсомольская правда (Миасс);
91,5 МГц Русское радио (Миасс);
92,0 МГц Бизнес FM (Миасс);
92,4 МГц Comedy Radio (Миасс);
94,3 МГц Европа плюс (Миасс);
95,0 МГц Радио России / Радио Южный Урал (Миасс);
95,6 МГц Интерволна (Миасс);
97,1 МГц Дорожное радио (Миасс);
97,5 МГц DFM (Миасс);
98,0 МГц Пионер FM (Миасс);
98,4 МГц Авторадио (Миасс);
98,9 МГц Ретро FM (Миасс);
99,3 МГц Новое радио (Миасс);
100,2 МГц Юмор FM (Миасс);
101,0 МГц Радио Дача (Миасс);
102,2 МГц Радио Вера (Миасс);
103.2 МГц Хит FM (Миасс);
103,8 МГц Радио Континенталь (Миасс);
105,1 МГц Радио Искатель (Миасс);
107,0 МГц Радио Шансон (Миасс);
107,5 МГц Love Radio (Миасс).